# 韦通卡 (南达科他州)
韦通卡（英語：Wetonka），是美国南达科他州下属的一座城市。根据2010年美国人口普查，该市有人口8人。论人口在本州排行第306。